# برادفورد كيني
برادفورد كيني (بالإنجليزية: Bradford Keeney)‏ هو عالم إنسان أمريكي، ولد في 3 أبريل 1951 في غرانيت سيتي في الولايات المتحدة.